# Четверговая соль

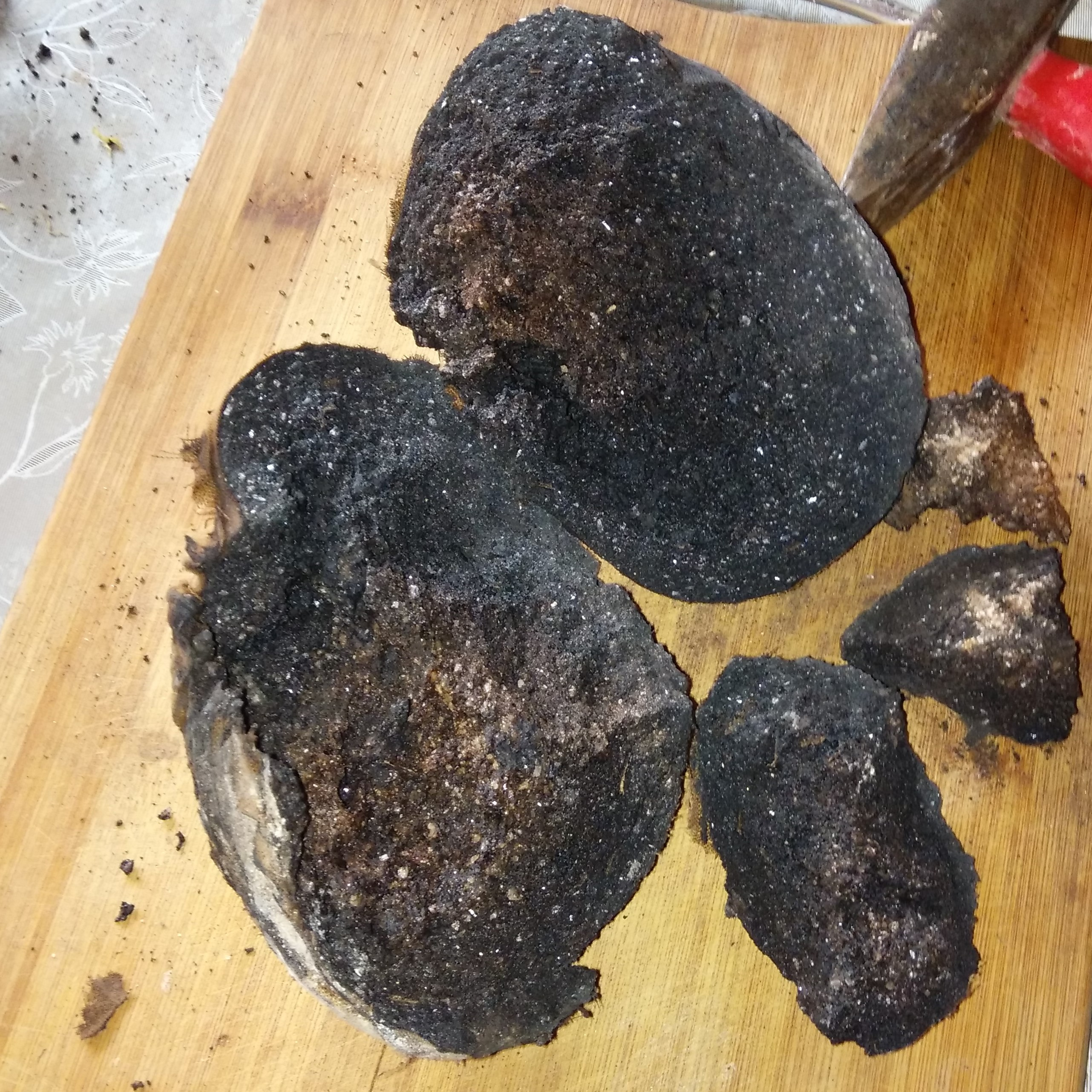
Четверговая (чёрная) соль перед помолом.

Четверго́вая соль (чёрная соль) — продукт, используемый в русской народной культуре; соль, приготовленная особым способом в Великий четверг Страстной седмицы.

## История
Четверговую соль готовили один раз в году — в ночь со среды на четверг Страстной недели или утром в Чистый четверг. Этот обычай обрядового использования соли имеет древние корни, когда за солью признавали возможность давать здоровье и защищать человека. Об обычае упоминалось в Сборнике постановлений церковного собора XVI века «Стоглав», который осудил приготовление этой соли и постановил: «Заповѣ́дати въ вели́кїи бы четверто́къ пора́нꙋ соло́мы не пали́ли и҆ ме́ртвыхъ не кли́кали, и҆ со́ли бы по́пы под̾ престо́лъ въ вели́кїи четве́ргъ не кла́ли и до седма́гѡ бы четверга̀ по вели́цѣ днѝ не держа́ли, поне́же такова̀ пре́лѣсть є҆́ллинскаѧ и҆ хꙋла̀ є҆рети́ческаѧ. и҆ кото́рый по́пъ такова̑ѧ сотвори́тъ, и҆ томꙋ бы́ти по сщ҃є́ннымъ пра́вилѡмъ во ѿлꙋче́нїи и҆ въ коне́чномъ и҆зверже́нїи» (гл. 41, вопр. 26).
Обычай приготовления чёрной соли был распространён в Костромской, Нижегородской, Ярославской, Московской и Владимирской губерниях, откуда традиция распространилась и на Сибирь.

## Способы приготовления

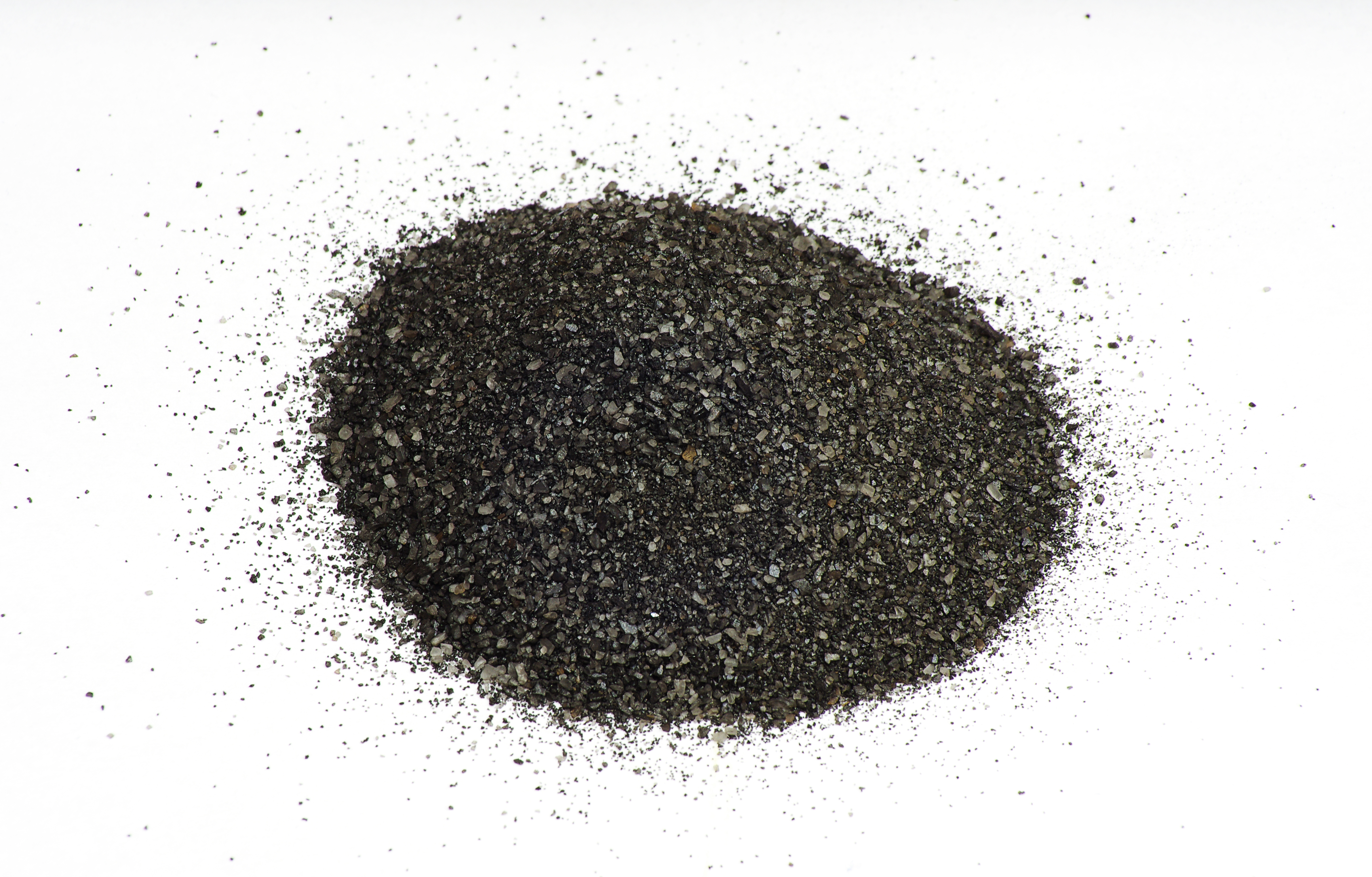
Четверговая соль после помола

Четверговая соль готовилась в Чистый четверг Страстной недели. Крупную смоченную соль смешивали с квасной гущей или мякишем ржаного хлеба, вымоченным в воде, завязывали в тряпочку или клали в старый берестяной лапоть и ставили в печь на самый жар или закапывали в пепел и плотно закрывали створку на три-четыре часа. Либо соль перекаливали на сковороде. После чего толкли в ступе, всё это время (и при прокаливании, и при истолчении) читая молитвы. Затем соль освящали в алтаре. Чёрный цвет соли — это цвет, в который поваренная соль окрашивается при запекании.
Огонь, по народным представлениям, обладал очистительной силой. В некоторых деревнях Енисейской губернии для придания огню большей очистительной силы в печь клали «воскресные» дрова, которые хозяйка заготовляла  в течение Великого поста, откладывая по одному полену каждое воскресенье.
Кулинар и краевед Максим Сырников в своей книге «Настоящая русская еда» описывает рецепт, которому его научили в  окрестностях Мурома: «Крупную соль смешивают с квасной гущей в большой чугунной сковородине. Гуща отцеживается из сусла любого солодового кваса, красного или белого. Гуща и соль берутся примерно в одинаковых пропорциях. Смесь ставится в духовку или печь до спекания в монолит». Соль из печи достают чуть тёплой, откалывают от соляного кирпича куски, и дробят их в ступке.
«Четверговую соль» весь год хранили на божнице за иконами.

## Применение
Во время пасхальной трапезы «четверговой солью» солили освящённые яйца, которыми разговлялись после заутрени. Соль принимали внутрь при различных недугах, делали натирание её раствором. Заболевшей скотине давали посоленный ею хлеб либо разводили щепотку соли в поилке.
В Сибири соль, смешанную с золой, добавляли в зерно перед посевом, а её раствором поливали гряды при посадке лука, капусты и огурцов.
Соль зашивали в ладанку и носили на груди рядом с нательным крестиком, брали с собой, отправляясь в дальнюю дорогу либо на войну. Щепотку соли, завёрнутую в узелок, клали за пазуху, когда в первый раз выгоняли скотину в стадо.